# Passeport diplomatique
Pour le livre, voir Gérard Araud#Publications.

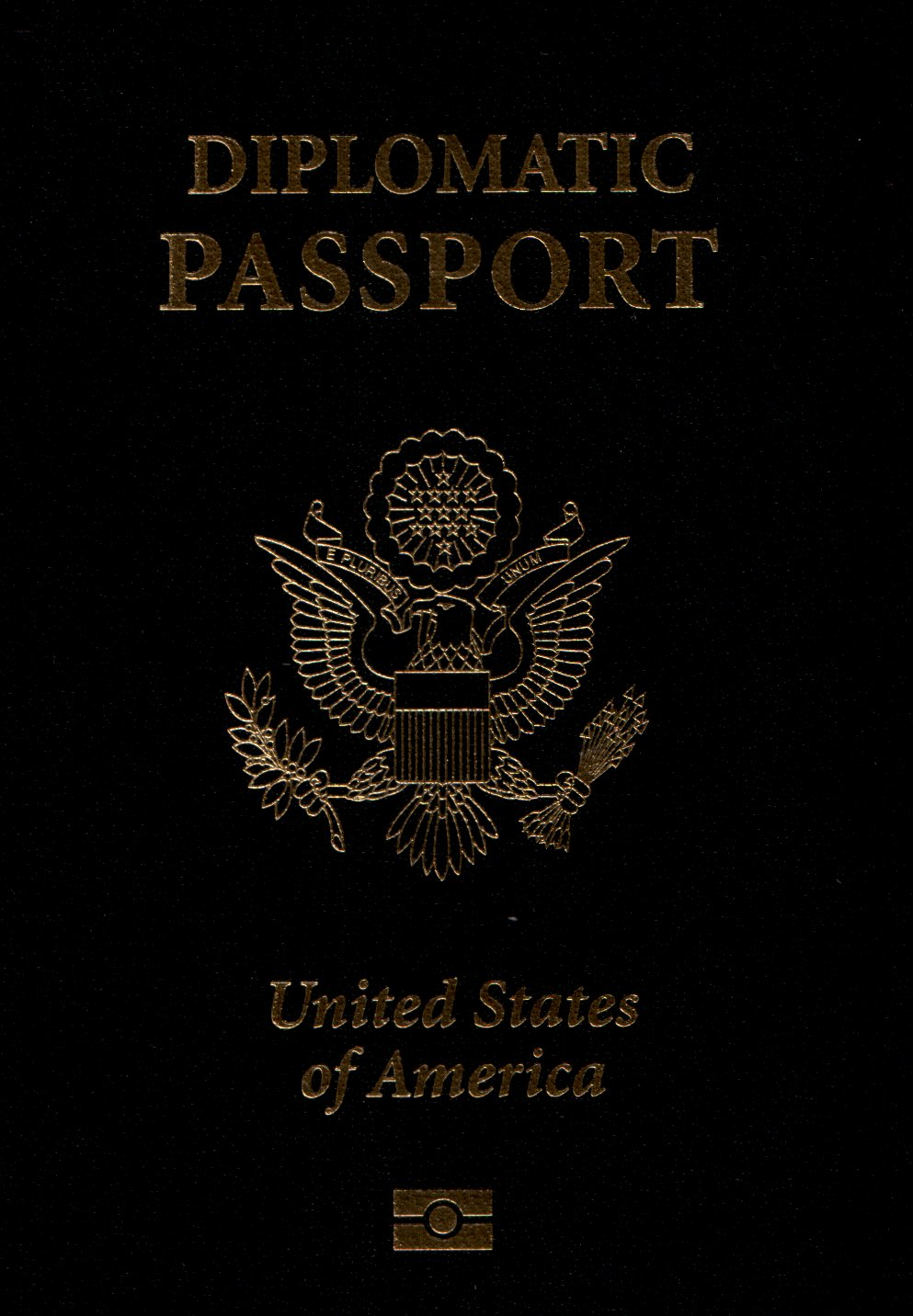
Passeport américain diplomatique.

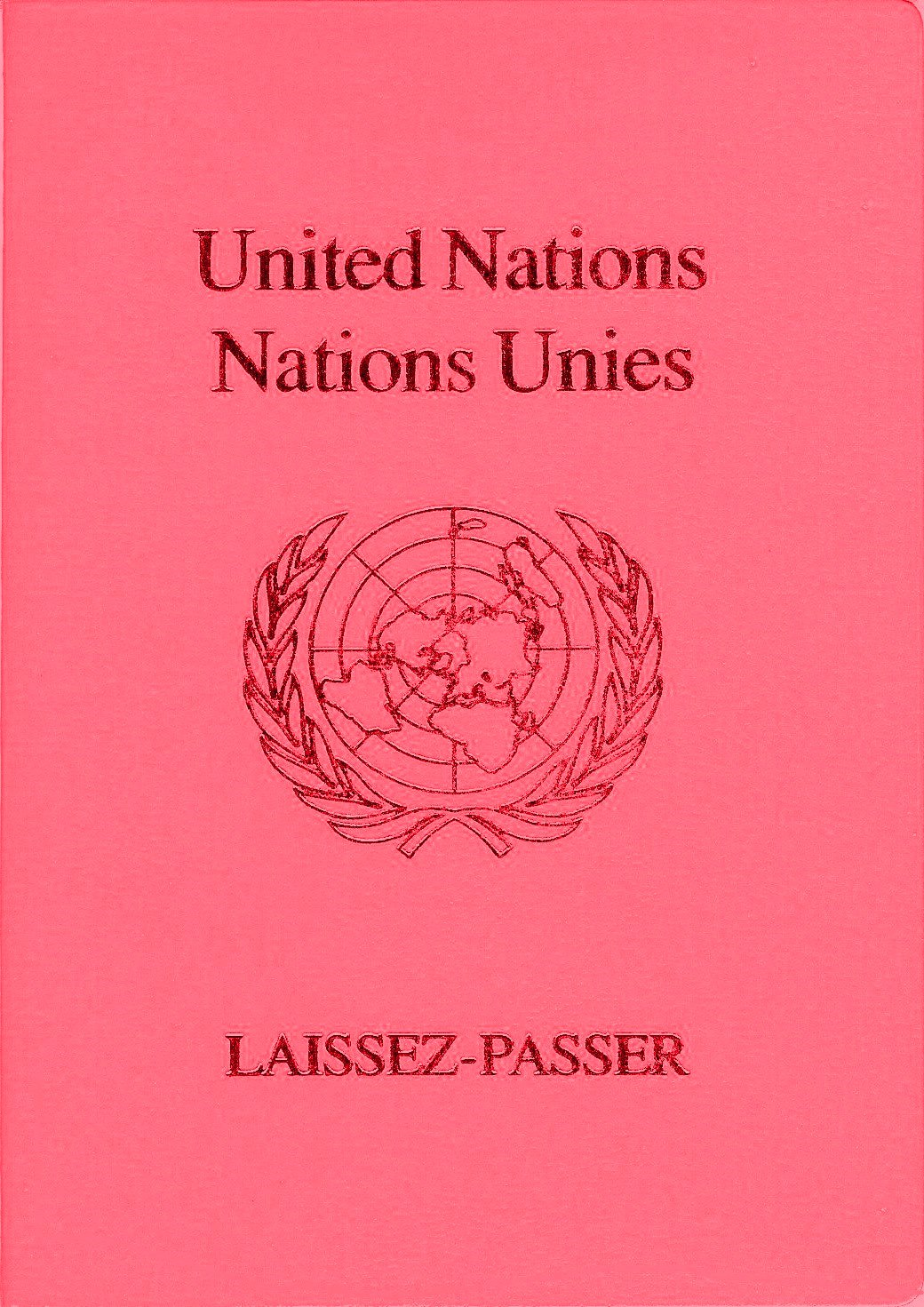
Laissez-passer de l’ONU diplomatique.

Un passeport diplomatique est un passeport délivré par un État souverain à ses diplomates pour leurs déplacements professionnels, ainsi qu'à des personnes les accompagnant.

## Description
Le titulaire d'un passeport diplomatique bénéficie généralement de l'immunité diplomatique conférée par la Convention de Vienne sur les relations diplomatiques du 18 avril 1961. Les deux termes ne se recouvrent cependant pas complètement, puisque le passeport diplomatique est fourni par le pays pour lequel le diplomate travaille tandis que l'immunité diplomatique est (éventuellement) accordée par le pays d'accueil, soit par des accords bilatéraux ou internationaux, soit par une autorisation personnelle d'entrée en reconnaissance du rôle diplomatique du titulaire de ce type de passeport (droit souvent matérialisé par un visa dit diplomatique). L’immunité et l’inviolabilité sont des protections réservées aux ambassadeurs et cadres diplomates de métier, qui sont identifiés par un titre spécifique.
Si un détenteur de passeport diplomatique voyage pour son compte personnel, il doit présenter un passeport différent. Le passeport diplomatique est réservé aux diplomates en activité officielle.
Le passeport diplomatique est, le plus souvent, d'une durée de trois ans et d'une couleur différente des passeports ordinaires.

## France
Contrairement au passeport ordinaire, il est délivré par le ministère des Affaires étrangères.
En France, le passeport diplomatique est encadré par le décret no 2012-20 du 6 janvier 2012. Il est notamment accordé aux cadres de la diplomatie, au président de la République, au Premier ministre, aux présidents du Sénat et de l’Assemblée nationale et aux membres du gouvernement pour la durée de leur fonction. Il est aussi accordé, par courtoisie, aux anciens présidents de la République, Premiers ministres et ambassadeurs de France,. La législation précise qu’en cas d’arrêt de la mission avant la date de fin de validité d’un passeport, celui-ci doit être restitué « dès lors que son utilisation n’est plus justifiée ».
Selon des sources de presse de janvier 2018 la France aurait environ 40 000 passeports diplomatiques en circulation, mais le chiffre réel serait supérieur du fait de l'attribution assez large de ce document à diverses personnalités françaises qui n'occupent pas de fonction au service de l'État français.